# The Triangle (film)
The Triangle är en amerikansk thriller från 2001. Regissör är Lewis Teague och i rollerna syns bland annat Dan Cortese, Luke Perry, David Hewlett, Olivia d'Abo, Dorian Harewood och Polly Shannon.

## Handling
De tre vännerna Stu, Tommy och Gus brukar åka ut på en liten fisketripp tillsammans. I år bär det av till San Sebastian och Stus fästmö Julia hänger också med. Väl i San Sebastian kan de dock inte få tag i ett skepp som vill ta med dem ut på havet. Men till slut finner de kapten Louis Morgan som vill ta med dem till ett ganska högt pris. De tvekar dock inte, så snart är de ute på Atlanten för att fiska – ja, det är vad de tror...
Gus har på sistone blivit fascinerad av Bermudatriangeln och dess mysterier. Mest pratar han om det största fartyg som mystiskt har försvunnit i närheten - HMS Queen of Scots, ett lyxfartyg som varit spårlöst försvunnet i 50 år.
Besättningen får skapa bekantskap med detta fartyg, då en mystisk gul dimma kommer över dem och alla funktioner på deras båt avstannar - och de får skåda den ståtliga Queen of Scots, som plötsligt har kommit tillbaka. De unga människorna på båten kan inte göra annat än att kliva ombord Queen of Scots för att skaffa reservdelar. Men en ond förbannelse vilar där och är redo att förhäxa en av dem...

## Rollista
| Luke Perry          | – Stu Sheridan              |
| Dan Cortese         | – Tommy Devane              |
| Olivia d'Abo        | – Charlotte 'Charlie' Duval |
| Dorian Harewood     | – Captain Louis Morgan      |
| Polly Shannon       | – Julia Lee                 |
| David Hewlett       | – Gus Gruber                |
| Robert Dodds        | – Reginald Barrow           |
| Matthew Warry-Smith | – Forrest Barrow            |
| Victor Clifford     | – Bishop                    |
| Sonya Williams      | – Priestess                 |